# کوسی هیروتا
کوسی هیروتا (انگلیسی: Kōsei Hirota؛ زادهٔ ۱۲ فوریهٔ ۱۹۵۱) بازیگر، و صداپیشه اهل ژاپن است.